# Grigori Verjbitski
 (décembre 2023).
 Grigori Afanassievitch Verjbitski (en russe : Григорий Афанасьевич Вержбицкий), né le 25 janvier 1875 (6 février dans le calendrier grégorien) à Letychiv dans le gouvernorat de Podolie et décédé le 20 décembre 1942 à Tianjin en Chine) fut l'un des dirigeants du mouvement blanc en Transbaïkalie et au Primorié pendant la guerre civile russe, lieutenant-général (1918).

## Biographie
Verjbitski est diplômé de l'école d'ingénierie d'infanterie d'Odessa en 1897. Il participa à la guerre russo-japonaise et à la Première Guerre mondiale et devint colonel en 1915. Verjbitski a rejoint le gouvernement provisoire d'Omsk de l'amiral Koltchak et a été nommé commandant du 3e corps sibérien des steppes, devenant lieutenant-général.
Après la défaite des armées de l'amiral Koltchak dans l'Oural et en Sibérie occidentale, Verjbitski participa à la grande marche des glaces de Sibérie. Après son arrivée à Tchita, l'ataman Grigori Semionov confia entre ses mains le 2e corps de fusiliers séparé de l'armée d'Extrême-Orient de février au 23 août 1920. Verjbitski s'est enfui en Chine et a même été député de l'Assemblée constituante de la république d'Extrême-Orient, mais n'a pas participé à ses travaux.
Il a dirigé l'armée du gouvernement provisoire du Priamour de Spiridon Dionissevitch Merkoulov de 1921 à 1922. Après la défaite finale face aux Soviétiques, Verjbitski s'installa à Harbin à la tête de la branche de l'Union panmilitaire russe. Les Japonais l'envoyèrent à Tianjin en 1934, où il mourut huit ans plus tard.

## Distinctions
Verjbitski a reçu :
- Ordre de Saint-Georges du Quatrième Degré
- Ordre de Saint-Georges du Troisième Degré
- Ordre de Sainte-Anne, 2e classe
- Ordre de Sainte-Anne, 4e classe
- Ordre de Saint Stanislas (Maison Impériale des Romanov), 3e classe
- Ordre de Saint-Vladimir, 4e classe
- Croix de Saint-Georges avec une branche de palmier par ses soldats.